# The Songstress
Albums de Anita Baker
Rapture
(1986)
The Songstress est le premier album de la chanteuse de soul/rhythm and blues américaine Anita Baker. Il fut initialement distribué en 1983 par le label Beverly Glen Music, et fut le seul album de Baker pour celui-ci avant de signer chez Elektra Records avec qui elle aura par la suite de nombreux succès.
Baker devint une star internationale en signant chez Elektra Records (une division du groupe Warner Music en 1986. Par la même, elle récupéra les droits de The Songstress et le ressortit avec une nouvelle couverture en 1991.

## Singles
- Angel
- You're The Best Thing Yet
- No More Tears
- Will You Be Mine

## Liste des titres
1. Angel
2. You're The Best Thing Yet
3. Feel The Need
4. Squeeze Me
5. No More Tears
6. Sometimes
7. Will You Be Mine
8. Do You Believe Me

## Crédits et personnel
- Nathan East - Guitare basse
- David T. Walker - Guitare
- Paul M. Jackson Jr. - Guitare
- James Macon - Guitare
- Craig Cooper - Guitare
- Raymond Calhoun - batterie
- James Godson - batterie
- Patrick Moten - claviers
- « The Waters » : Maxine Waters, Julia Waters, Luther Waters & Oren Waters - Chœurs
- Carmen Twillie - Chœurs
- Phil Perry - Chœurs
- James Gilstrap - Chœurs
- Clydene Jackson - Chœurs
- Bunny Hull - Chœurs

### Production
- Producteur Délégué : Otis Smith
- Producteur : Patrick Moten & Otis Smith
- Arrangeur des chœurs : Patrick Moten & Otis Smith
- Contractors : Antony T. Coleman, Billy Page
- Arrangeur de la section Rhythm : Patrick Moten
- Ingénieur : Barney Perkins
- Producteur Assistant : Tom Cummings
- Mastering : John Matousek, Hittsville Studios, Hollywood
- Remasterisation Digital : John Matousek & Gerard Smerek at Soundworks West, Hollywood
- Design : John Coulter Design
- Photo : Kevin Winter et Adrian Buckmaster

## Classements
| Année | Classement                       | Position |
| ----- | -------------------------------- | -------- |
| 1983  | Billboard 200                    | 138      |
| 1983  | Billboard Top R&B/Hip-Hop Albums | 16       |

| Année | Single                    | Classement                                 | Position |
| ----- | ------------------------- | ------------------------------------------ | -------- |
| 1983  | No More Tears             | Billboard Hot R&B/Hip-Hop Singles & Tracks | 49       |
| 1983  | Angel                     | Billboard Hot R&B/Hip-Hop Singles & Tracks | 5        |
| 1983  | Will You Be Mine          | Billboard Hot R&B/Hip-Hop Singles & Tracks | 87       |
| 1983  | You're The Best Thing Yet | Billboard Hot R&B/Hip-Hop Singles & Tracks | 28       |